# Corán
El Corán (en árabe: الْقُرْآن‎, romanizado: al-qurʔān, lit. 'La recitación'; en persa: [ɢoɾˈʔɒːn]; a veces nombrado en árabe: ٱلقُرآنَ ٱلْكَرِيمَ‎, romanizado: al-qurʔāna al-karīma, lit. 'La recitación sacra'), también transliterado como Alcorán, Qurán o Korán, es el libro sagrado del islam, en el que representa la palabra de Dios (en árabe Allāh, الله), revelada a Mahoma (محمد Muhammad), quien se considera que recibió estas revelaciones por medio del arcángel Gabriel (جبريل Ŷibrīl).
Durante la vida del profeta Mahoma, las revelaciones eran transmitidas oralmente o escritas en hojas de palmeras, trozos de cuero o huesos, etc. A la muerte del profeta, en 632, sus seguidores comenzaron a reunir estas revelaciones, que durante el Califato de Uthmán ibn Affán (عثمان بن عفان) tomaron la forma que hoy conocemos, 114 capítulos (azoras, سورة), cada uno dividido en aleyas (آية).
El Corán menciona muchos personajes que aparecen en los libros sagrados del judaísmo y el cristianismo (Tanaj y Biblia) y en la literatura devota (por ejemplo, los libros apócrifos), con muchas diferencias en detalle. Personajes del mundo hebreo y cristiano muy conocidos como Adán, Noé, Abraham, Moisés, María de Nazaret, Jesús de Nazaret y Juan el Bautista aparecen mencionados como profetas islámicos.
Los musulmanes afirman que el Corán es la palabra «eterna e increada» de Dios. Por ello, su transmisión debería realizarse sin el menor cambio en la lengua originaria, el árabe clásico. El Corán ha sido traducido a muchos idiomas, principalmente pensando en aquellos creyentes cuyas lenguas no son el árabe. Aun así, en la liturgia se utiliza exclusivamente el árabe, ya que la traducción únicamente tiene valor didáctico, como glosa o instrumento para ayudar a entender el texto original. De hecho, una traducción del Corán ni siquiera se considera un Corán auténtico sino una interpretación del mismo.

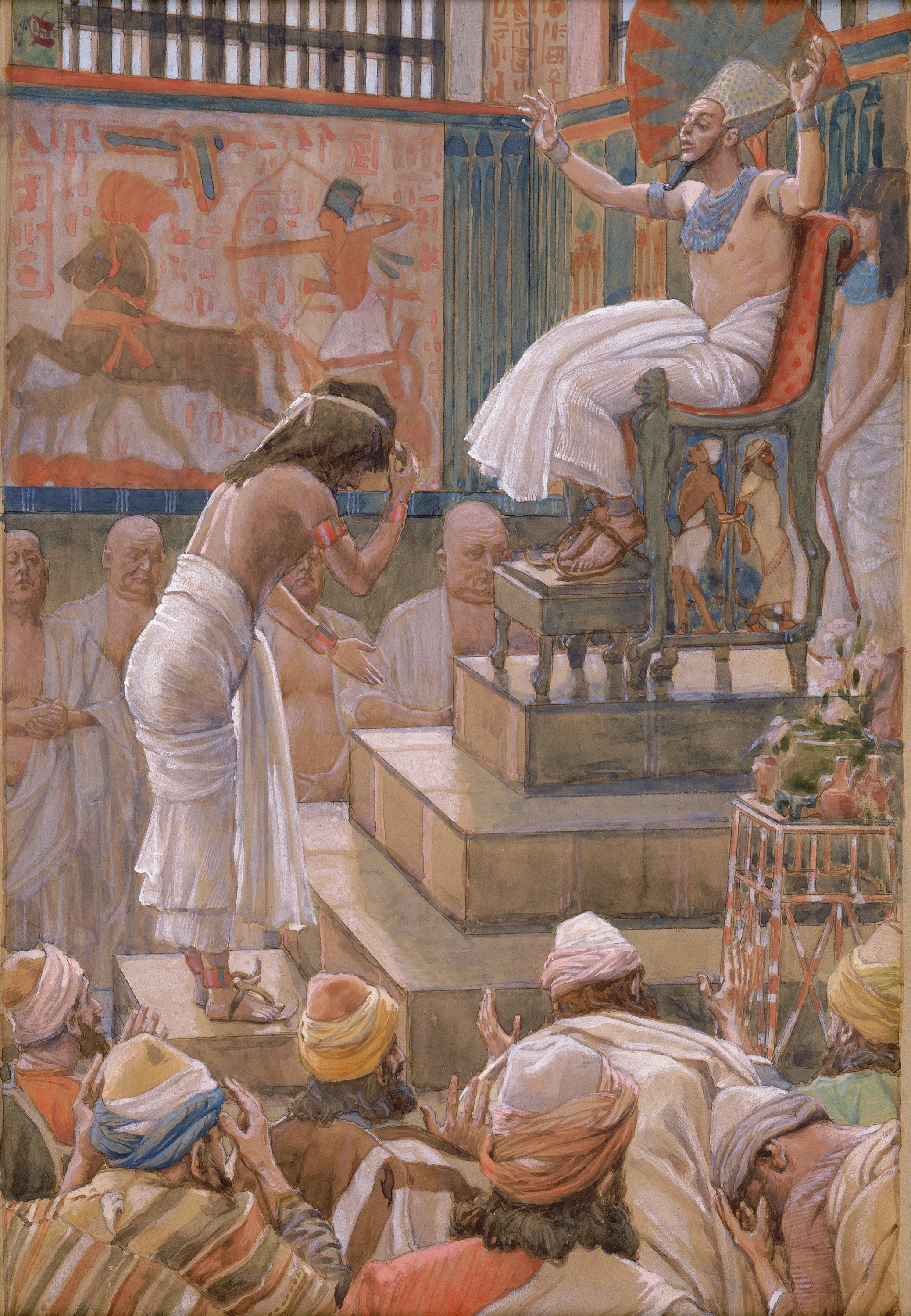
"José y sus hermanos en presencia del faraón". Según el historiador egipcio antiguo "Ahmed Osman", la historia de Yuya se menciona como Yusuf en la Torá y el Corán.

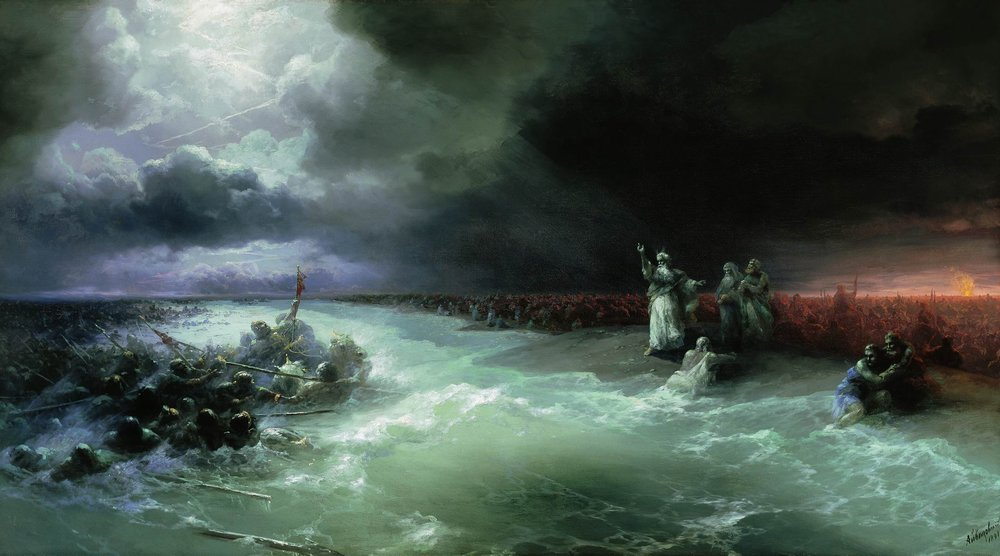
La "zona pantanosa" (Yam suph) (registrada en la Torá hebrea como un lugar de parada temporal) en las historias del Éxodo de los israelitas, se convierte en el legendario cruce del Mar Rojo. (Corán 26:52-68) (Aivazovsky)

Corán, القرآن الكريم, escrito en caligrafía árabe.

## Historia

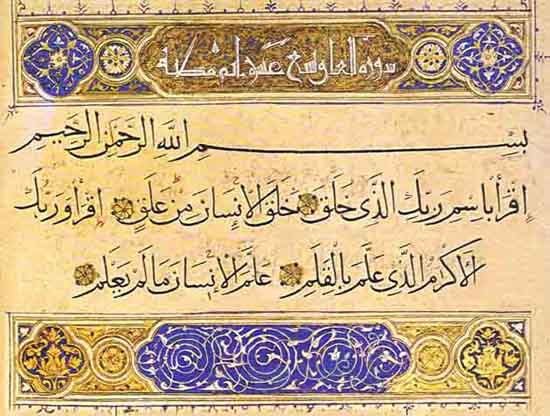
La primera revelación de Mahoma, Surah Al-Alaq, luego se ubicó en el puesto 96 en las regulaciones del Corán, en el estilo de escritura actual.

El origen del Corán ha generado mucha controversia porque los especialistas islámicos parten de la presunción de que el Corán es un texto incorrupto y divino, mientras que los académicos lo ven como un texto humano semejante a cualquier otro.
El texto del Corán reta a los lectores a que encuentren alguna contradicción o divergencias en él y les enfatiza que no la encontrarán, puesto que al suponerse de origen divino no debería haberlas. 

### Corán como «doctrina eterna»
Las variedades más extendidas de la teología islámica consideran que el Corán es eterno y que no fue creado. Tomando en cuenta que los musulmanes creen que figuras bíblicas tales como Moisés y Jesús predicaron el islam, la doctrina de la revelación inmutable y no creada del Corán implica que los textos más antiguos –como el Tanaj o la Biblia– se debieron a la «degeneración humana».
No obstante, algunos islamistas de carácter particular, particularmente las escuelas mutazilí e ismailí, implícita o explícitamente cuestionan la doctrina de un Corán no creado cuando realizan ciertas preguntas relacionadas con la aplicación de la Sharía o ley islámica. Algunos pensadores contemporáneos, como Reza Aslan o Nasr Hamid Abu Zayd, han argüido que tales leyes fueron creadas por Alá para solucionar las necesidades particulares de la comunidad de Mahoma. Otros rebaten que tales leyes no difieren en nada de la ley mosaica.
Entre las razones ofrecidas por la crítica de la doctrina del "Corán eterno" se encuentra su implicación en «la unicidad de Dios». El pensamiento de que el Corán es la palabra eterna y no creada de Alá y que siempre ha existido junto a Él podría llevar a pensar en un concepto plural de la naturaleza de dicha deidad. Preocupados de que esta interpretación parezca hacerse eco del concepto cristiano de la «palabra eterna de Yahvé» (Logos), algunos musulmanes, y particularmente los mutazilíes rechazaron la noción de la eternidad del Corán. Sin embargo, buena parte de los musulmanes actuales opinan que esta visión de los mutazilíes es producto de la no comprensión profunda de la naturaleza misma del Corán y de su relación con el tawhid.

### Según especialistas islámicos
Según la tradición, Mahoma no sabía leer ni escribir sino que, simplemente, recitó lo que le era revelado para que sus dos o tres compañeros lo escribieran y memorizaran. Al principio nadie le creía; luego de doce años de rechazo y perseguimiento hacía sus ideales, "milagrosamente" empezó a ganar seguidores. Algunos exégetas creen que esta tradición de que Mahoma no sabía leer ni escribir está en contradicción con el texto coránico mismo: primero el Corán anuncia que el profeta no solía leer ni escribir, es decir no era dado a la lectura o la escritura, esto, según ellos, no quiere decir que no supiera hacerlo, pero existe otra aleya susceptible de ser interpretada como indicio de que sabía leer, la número dos de la azora «La Congregación»: «Fue Dios quien levantó de entre los ignorantes un Apóstol de entre ellos mismos, recitando Sus Señales, purificándoles y enseñándoles el Libro y la sabiduría...» Los simpatizantes del islam tienen por verdad que la redacción del texto coránico existente hoy corresponde exactamente a lo que fue revelado al profeta Mahoma, es decir, las palabras textuales de Dios entregadas a Mahoma por medio del arcángel Gabriel.

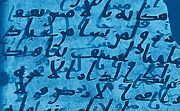
Manuscritos encontrados en Sana'a. Los "subtextos" revelados usando luz ultravioleta son muy diferentes del Corán de hoy. Gerd R. Puin creía que esto significaba un texto en evolución. Lawrence Conrad usa una frase similar para la biografía de Mahoma. Porque, según sus estudios, la visión científica islámica sobre la fecha de nacimiento del Profeta hasta el siglo II de la Hégira había exhibido una diversidad de ochenta y cinco años.

Los acompañantes de Mahoma, según las tradiciones musulmanas, empezaron a registrar las azoras de forma escrita antes de que su líder muriera en el año 632. Esta práctica de escribir las «revelaciones» a medida que le llegaban al profeta era una libertad que todos los testigos de los momentos en que ocurrían las revelaciones podían tomarse. Según la tradición islámica, entre todos los coranes que existen hoy y han existido no hay ninguna diferencia; existe solo una versión del Corán, cuyas azoras escritas se citan con frecuencia en las tradiciones. Por ejemplo, en la historia de la conversión de Úmar ibn al-Jattab (momento en que Mahoma todavía estaba en La Meca), se dice que su hermana estaba leyendo un texto de la azora Ta-Ha. En Medina, se dice que alrededor de sesenta y cinco acompañantes actuaron como escribas para él en algún momento o en otro. El profeta los llamaba para que escribieran las «revelaciones» justo después de tenerlas.
Una tradición documenta que la primera recopilación completa del Corán fue hecha durante el mandato del primer califa, Abu Bakr as-Siddiq. Zayd ibn Thábit, que había sido uno de los secretarios de Mahoma, «reuniendo el Corán a partir de varias piezas de hueso y de los pechos (es decir, ‘los recuerdos’) de los hombres». Esta recopilación fue conservada por Hafsa bint Úmar, hija del segundo califa Úmar y una de las viudas de Mahoma.
Durante el califato de Utmán ibn Affán, hubo disputas relativas a la recitación del Corán. En respuesta, Utmán decidió codificar, estandarizar y transcribir el texto. Se dice que Utmán comisionó a un comité (que incluía a Zayd y varios miembros prominentes de Quraysh) para poder producir una copia estándar del texto.
Según algunas fuentes, esta recopilación se basó en el texto conservado por Hafsa. Otras versiones indican que Utmán hizo esta recopilación de manera independiente y que el texto de Hafsa habría sido llevado adelante y que, al final, se encontró que los dos textos coincidían perfectamente. Sin embargo, otros documentos omiten por completo referencias a Hafsa.
Los eruditos musulmanes afirman que si el califa hubiera ordenado la recopilación del Corán, este nunca habría sido relegado al cuidado de una de las viudas del profeta. 
Cuando terminó el proceso de recopilación, entre los años 650 y 656, Utmán envió copias del texto final a todos los rincones del imperio islámico y ordenó la destrucción de todas las copias que difirieran de la nueva versión.
Varios de los manuscritos, incluyendo el manuscrito de Samarcanda, son reivindicados como copias originales de las enviadas por Utmán; no obstante, muchos especialistas, occidentales e islámicos, dudan que sobreviva algún manuscrito utmánico original.
En lo que respecta a las copias que fueron destruidas, las tradiciones islámicas aseguran que Abdallah Ibn Masud, Ubay Ibn Ka'b y Alí, primo y yerno de Mahoma, habían preservado algunas versiones que diferían en algunos aspectos del texto utmánico que es considerado ahora por todos los musulmanes. Los especialistas musulmanes registran determinadas diferencias entre las versiones, las cuales consisten casi totalmente en variantes léxicas y ortográficas o diferentes conteos de versos. Se ha registrado que los tres (Ibn Masud, Ubay Ibn Ka'b y Alí) aceptaron el texto utmánico como la autoridad definitiva.
La versión de Utmán se compuso según un viejo estilo de escritura árabe, que no incluía vocales, razón por la cual se puede interpretar y leer de varias formas, sin contar los significados supuestamente "profundos". Este escrito utmánico básico se ha llamado rasma y, con algunas diferencias menores, es la base de varias tradiciones orales de recitación. Para fijar estas recitaciones y prevenir cualquier error, los escribanos y eruditos comenzaron a anotar las rasmas utmánicas con varias marcas diacríticas —puntos y demás— para indicar la forma en que las palabras debían ser pronunciadas. Se cree que este proceso de anotación comenzó alrededor del año 700, poco tiempo después de la compilación de Utmán, y que terminó aproximadamente en el año 900. El texto del Corán más usado en la actualidad está basado en la tradición de recitación de los Hafsa, tal y como fue aprobado por la Universidad Al-Azhar de El Cairo, en 1922.

### Según la investigación

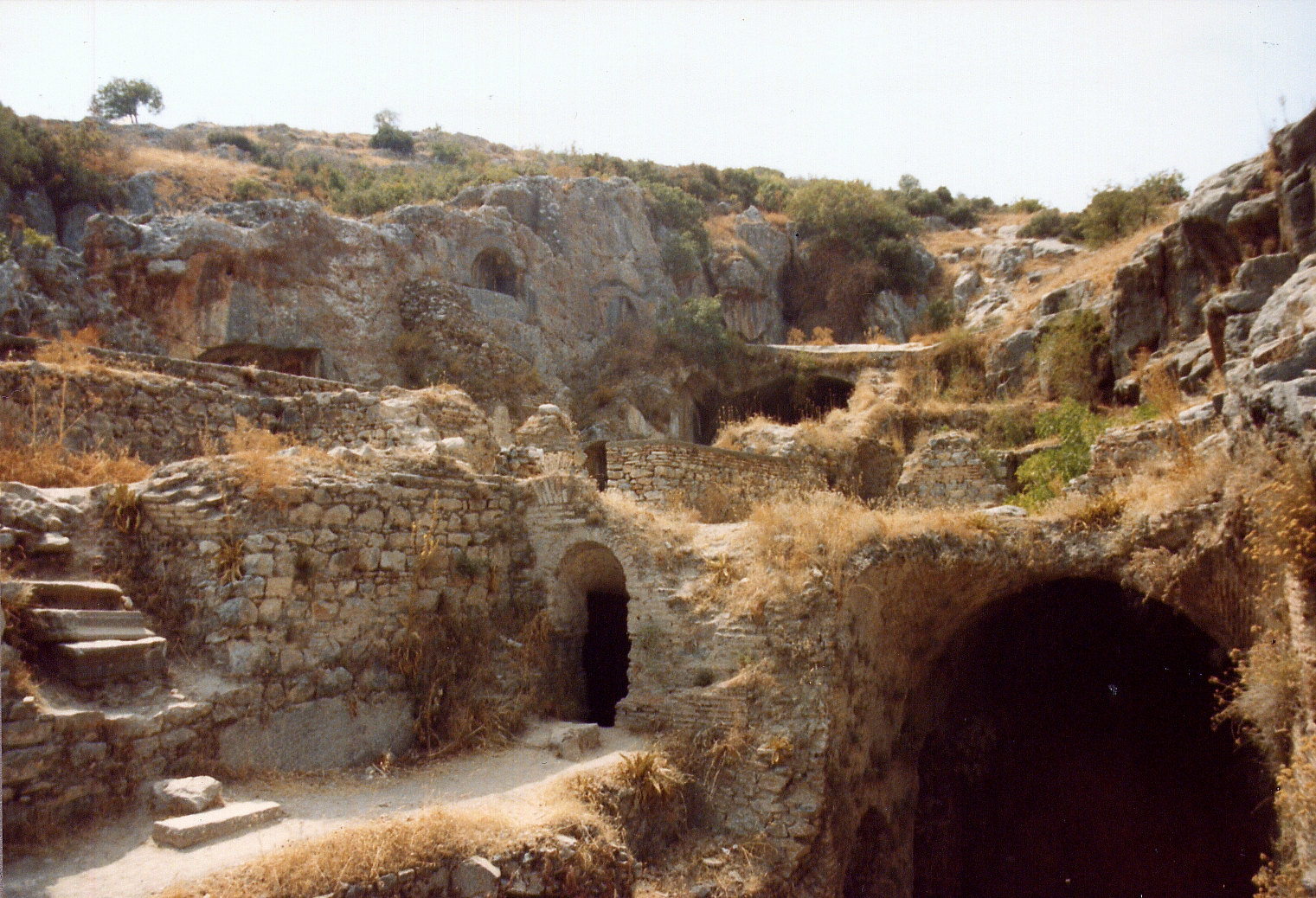
Una de las docenas de cuevas que se cree que fueron habitadas por los Amigos de la cueva (Selçuk / İzmir). Según la epopeya, la más antigua de las cuales se encuentra en Mahaprasthanika Parva, siete personas y un perro abandonan el reino y el mundo por el ascetismo. La leyenda fue convertida al cristianismo por el sacerdote siríaco Jacobo de Sarug.

Aunque algunos eruditos concuerdan con varios de los aspectos señalados por las tradiciones islámicas relativas al Corán y sus orígenes, el consenso religioso considera que Mahoma compuso los versos que integran el texto, las cuales fueron memorizadas por sus seguidores y puestas por escrito. Estos estudios cuestionan la creencia islámica de que todo el Corán fue enviado por Dios a la humanidad; ya que notan que en numerosos pasajes se alude a Dios en tercera persona o la voz narrativa jura por varios entes sobrenaturales, incluyendo a Dios. Se acepta también que numerosas versiones de estos textos circularon después de su muerte en el año 632; hasta que Utmán ordenó la recopilación y el ordenamiento de esta masa de material entre 650 y 656, tal cual lo describen los eruditos islámicos. Otros especialistas tienden a atribuir el Corán entero a Mahoma, arguyendo que hay una verdadera prueba de que el texto ha sido compilado bajo el mandato de Utmán, puesto que las más viejas copias conservadas del Corán completo datan del 1300 años de antigüedad (la más vieja copia existente del texto completo fue encontrada en Reino Unido, universidad de Birmingham, según el análisis de radiocarbono). Otros alegan que el islam se formó lentamente, durante los siglos transcurridos tras las conquistas musulmanes y en la medida en que los conquistadores islámicos iban elaborando sus propias creencias en respuesta de los desafíos judíos y cristianos. Sin embargo, está idea contradice el mismo Corán, pues cabe recalcar el Corán afirma que los buenos creyentes Judíos o Cristianos, también tendrán el paraíso prometido por "Allah" (Dios).
Los investigadores de la historia islámica examinaron el lugar de nacimiento del islam y el cambio de Qibla a lo largo del tiempo. Patricia Crone, Michael Cook y muchos otros investigadores han asumido, basándose en textos e investigaciones arqueológicas, que la "Masjid al-Haram" no estaba ubicada en La Meca sino en el noroeste de la Península arábiga.

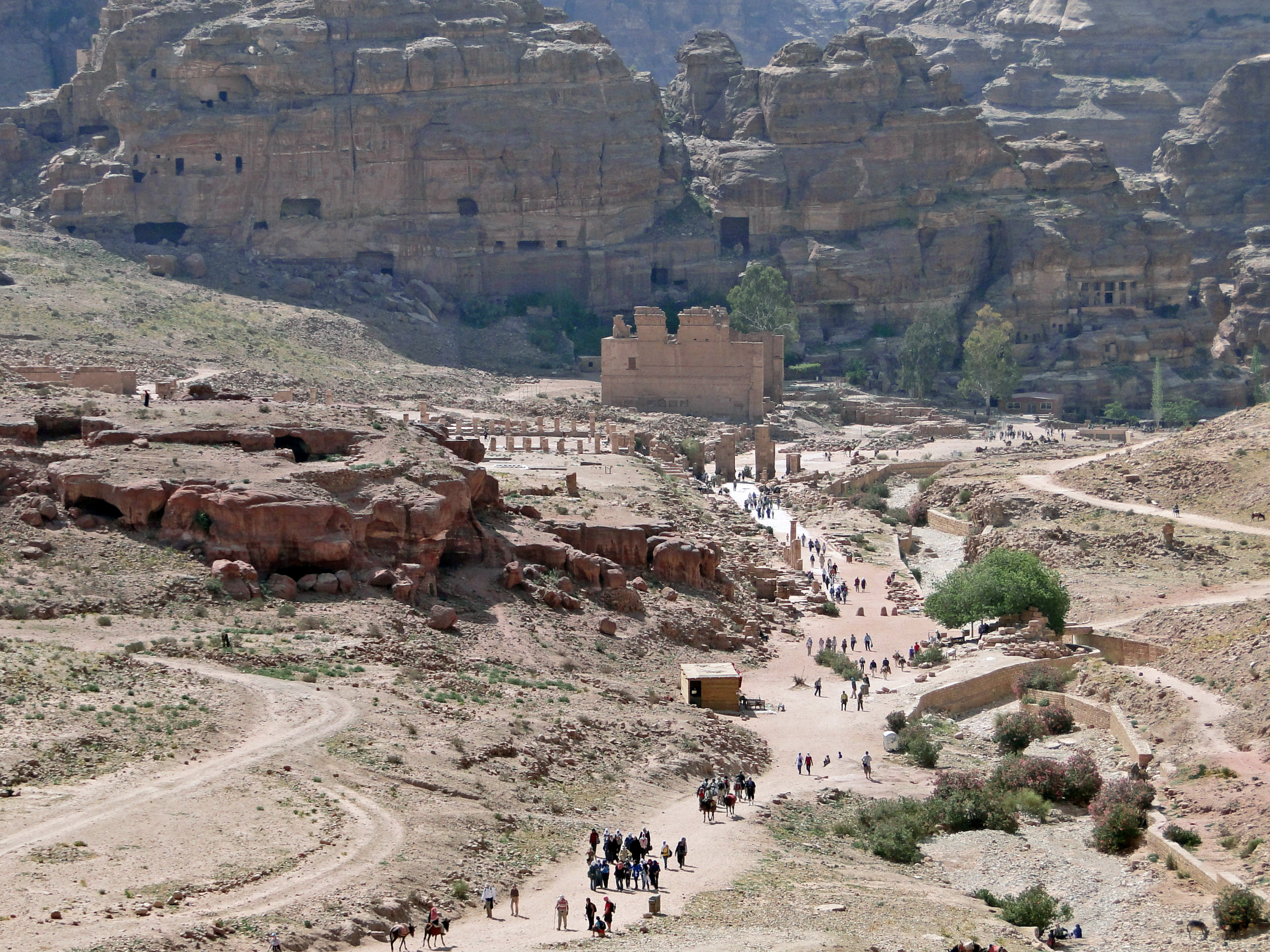
Petra inferior; Según el investigador de historia y arqueología islámica Dan Gibson, este fue el lugar donde Mahoma recibió las primeras revelaciones y la primera Qibla fue Petra.

Otra investigación literaria explica las numerosas similitudes entre el Corán y las escrituras hebreas argumentando que Mahoma enseñaba a sus seguidores lo que él pensaba que era historia universal, tal y como lo había escuchado de las bocas de judíos y cristianos que había encontrado en Arabia y durante sus viajes.
Una propuesta influyente en este punto de vista fue la del Dr. John Wansbrough, un académico inglés. Sin embargo, los escritos de Wansbrough estaban redactados en un estilo denso, complejo y casi hermético y han tenido una gran influencia en los estudios islámicos a través de sus estudiantes, Michael Cook y Patricia Crone y no tanto por sí mismos. En 1977, Crone y Cook publicaron un libro llamado Hagarism, en el que se sostiene que:

Básicamente, el Corán carece de una estructura central, frecuentemente es oscuro e inconsecuente tanto en lengua como en contenido; es superficial en su concatenación de materiales dispersos y muy dado a la repetición de pasajes enteros en versiones que presentan variantes. Partiendo de todo esto, se puede argumentar plausiblemente que el libro es el producto de la edición imperfecta y morosa de materiales provenientes de una pluralidad de tradiciones
Crone y Cook (1977, p. 18)

Este libro fue extremadamente controvertido en su tiempo, pues desafiaba no solo la ortodoxia musulmana, sino las actitudes prevalecientes entre los mismos islamistas seglares. Wansbrough fue criticado por su interpretación del Corán y por la mala interpretación de las palabras originales en árabe. Crone y Cook se han desdicho de algunos de sus argumentos en el sentido de que el Corán evolucionó a lo largo de varios siglos, pero todavía sostienen que la tradición de lectura sunita es muy poco fiable, pues proyecta su ortodoxia contemporánea en el pasado, del mismo modo que si los exégetas del Nuevo Testamento quisieran comprobar que Jesús era católico o metodista.
Fred Donner ha argüido contra Crone y Cook, en lo relativo a la temprana fecha de la recopilación del Corán, basado en sus lecturas del propio texto. Él argumenta que si el Corán hubiera sido recopilado a lo largo de los tumultuosos siglos iniciales del islam (con sus vastas conquistas, expansión y los sangrientos incidentes entre los rivales del califato), habría habido evidencia de esta historia en el texto. No obstante, según él, no hay nada en el Corán que no refleje las cosas conocidas de la temprana comunidad musulmana.
Algunos aseguran que los hallazgos arqueológicos de 1972 pueden arrojar luz acerca de los orígenes del Corán. En ese año, durante la restauración de la Yemen, en los obreros hallaron un «cementerio de papeles» que contenía decenas de millares de papeles en donde se leían fragmentos del Corán (los ejemplares del Corán todavía se desechan de esta manera, pues se considera impiedad tratar el «texto sagrado» como si fuera basura ordinaria). Se creyó que algunos de esos fragmentos eran los textos coránicos más antiguos que se han encontrado. El especialista europeo Gerd R. Puin ha estudiado estos fragmentos y ha publicado no solamente un corpus de textos, sino también algunos descubrimientos preliminares. Las variantes de los textos descubiertos parecen coincidir con ciertas variantes reportadas por algunos eruditos islámicos en sus descripciones de las variantes del Corán, que una vez estuvieron en posesión de Abdallah Ibn Masud, Ubay Ibn Ka'b y Alí, y que fueron suprimidas por órdenes de Utmán, por lo tanto hay textos coránicos anteriores a la norma actual.

## Contenido

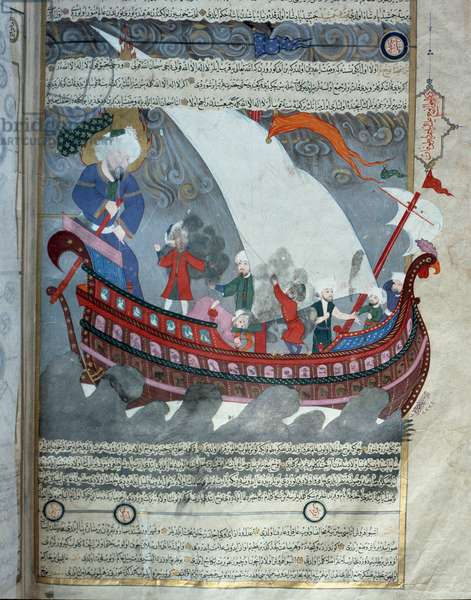
El barco de Noé, Zubdetü't-Tevarih. Según los eruditos liberales, el mito del diluvio de Gilgamesh está tomado de los babilonios y reinterpretado en la Torá y en el Corán.

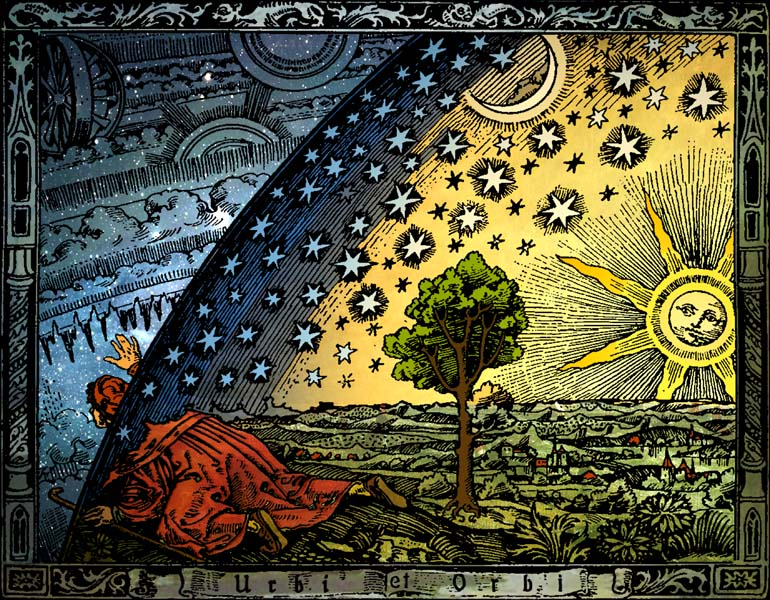
Universo centrado en la Tierra o sobre el suelo. C. Flammarion, Holzschnitt, París 1888, Se cree que el Universo se define como un modelo de universo centrado en la Tierra (sobre el suelo) en el Corán.

Los contenidos del Corán tienen que ver con las creencias islámicas básicas incluyendo la existencia de Dios y la resurrección. También aparecen en el Corán historias de los antiguos profetas, temas éticos y legales, eventos históricos de la época de Mahoma, caridad y oración. Los versos del Corán contienen exhortaciones generales en relación con el actuar bien o mal y se conectan con eventos históricos para señalar lecciones morales más generales. Los versos relativos a los fenómenos naturales han sido interpretados por los musulmanes como señal de la autenticidad del mensaje Coránico. El estilo del Corán ha sido denominado "alusivo," y se requieren comentarios para explicar a lo que se refiere. Hay referencia a los eventos, pero estos no son narrados; los desacuerdos son debatidos sin ser explicados; se mencionan personas y sitios, pero rara vez se nombran.

### Monoteísmo
̩El tema central del Corán es el monoteísmo. Dios es descrito como viviente, eterno, omnisciente y omnipotente (ver p. ej., Corán 2ː20, 2ː29, 2ː255). La omnipotencia de Dios aparece por encima de todo en su poder para crear. Es el creador de todo, de los cielos y la tierra y lo que hay entre ellos (ver, p.e.j, Corán 13ː15, 2ː253. 50ː38, etc.). Todos los seres humanos son iguales en su total dependencia de Dios y su bienestar depende de que reconozcan ese hecho y vivan de acuerdo con él.
El Corán emplea argumentos cosmológicos y de contingencia en varios versos sin referirse a los términos para demostrar la existencia de Dios. Por tanto, el universo es originado y necesita un originador, y cualquier cosa que exista debe tener una causa suficiente para su existencia. Además, el diseño del universo es referido con frecuencia como un punto de contemplación. "Fue él quien creó los siete cielos en armonía. No se puede ver falla alguna en la creación de Dios. Observad de nuevoː ¿podéis ver algún error?"

### Escatología

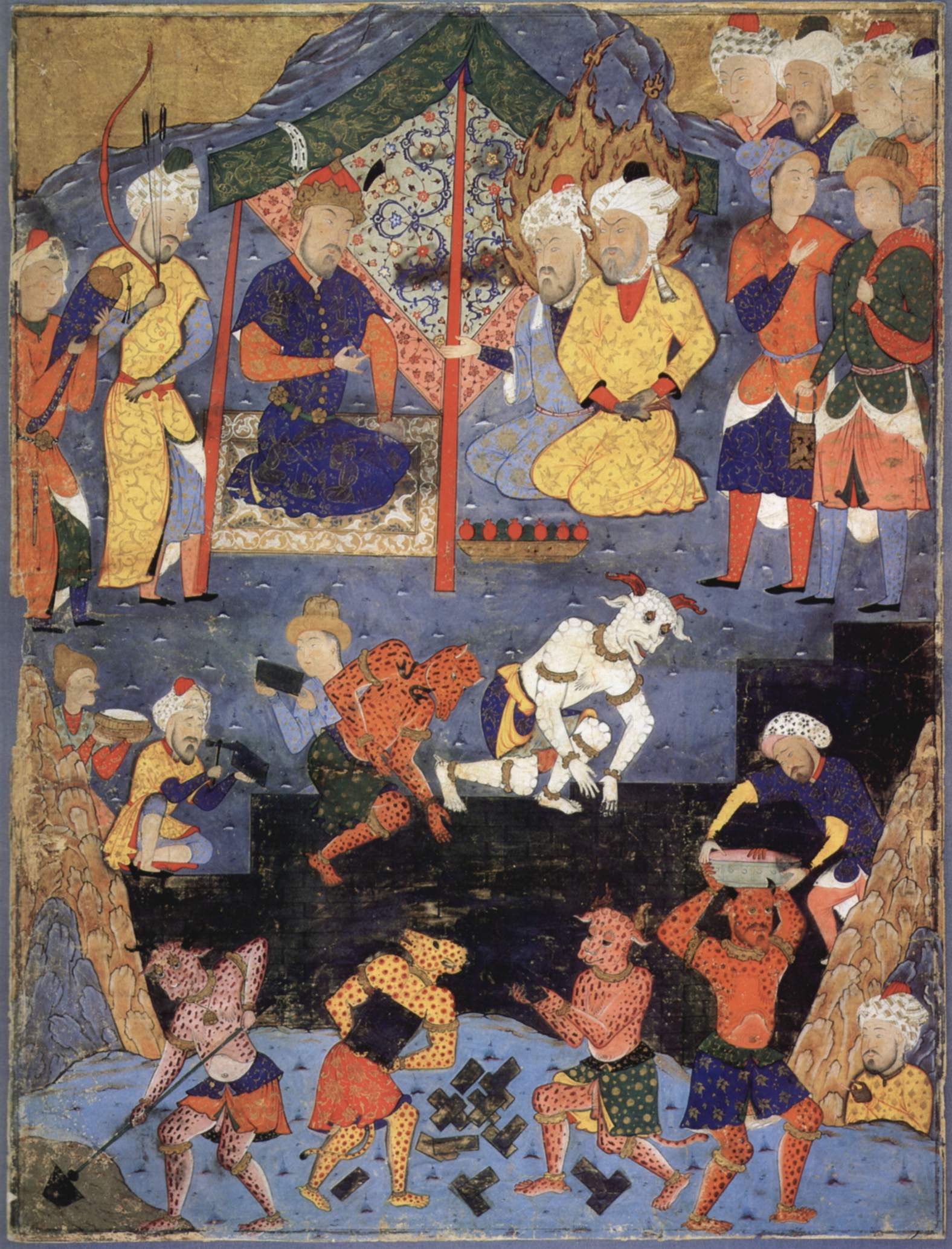
Arte en miniatura iraní, : Dhul-Qarnayn está construyendo un muro contra Gog y Magog con la ayuda de djinns. El Muro colapsará antes del Día del Juicio y Gog-Magog invadirá la Tierra.

La doctrina del final de los días y la escatología (el destino final del universo) pueden considerarse la segunda gran doctrina del Corán. Se estima que aproximadamente un tercio del Corán es escatológico, relacionado con la vida después de la muerte en el otro mundo y con el día del juicio al final de los tiempos. Hay una referencia a la vida después de la muerte en la mayoría de páginas del Corán y la creencia en ello es mencionada a menudo junto con la creencia en Dios, como en la expresión común "Cree en Dios y en el último de los días." Un número de suras como el 44, 56, 75, 78, 81 y 101 están directamente relacionados con la vida después de la muerte y sus preparaciones. Algunos suras indican la cercanía del evento y advierten a la gente a estar preparados para la fecha inminente. Por ejemplo, los primeros versos del Sura 22, que tratan del poderoso terremoto y las situaciones de la gente en ese día, representan este tipo de admonición divinaː ¡Oh, gente! Tengan temor de su Señor. El terremoto que ocurrirá cuando llegue la Hora (del Juicio) será algo terrible." 
El Corán generalmente describe de manera vívida lo que sucederá al final de los tiempos. Watt describe la perspectiva Coránica del Tiempo Finalː
"El clímax de la historia, cuando el mundo actual llegue a su fin, es llamado de distintas maneras. Es 'el Día del Juicio,' 'el Último Día,' 'el Día de la Resurrección,' o simplemente 'la Hora.' Con menos frecuencia se le llama 'el Día de la Distinción' (cuando los buenos serán separados de los malos), 'el Día de la Asamblea' (de los hombres ante la presencia de Dios) o 'el Día del Encuentro' (de los hombres con Dios). La Hora ocurre de repente. Es precedida por un grito, por trueno, o el sonido de una trompeta. Una agitación cósmica tiene lugar luego. Las montañas se disuelven en polvo, los mares hierven, el sol se oscurece, las estrellas caen y el cielo se enrolla. Dios aparece como Juez, pero su presencia es sólo sugerida y no descrita [...] El interés central se encuentra, desde luego, en la reunión de la humanidad entera frente al Juez. Los seres humanos de todas las épocas, resurrectos, se unen a la multitud. Ante la objeción burlona de los no creyentes con respecto a que las generaciones anteriores han estado muertos mucho tiempo y son ahora sólo polvo y huesos decrépitos, la respuesta es que Dios es capaz en cualquier caso de regresarles a la vida."
El Corán no afirma una inmortalidad natural del alma humana, pues la existencia del ser humano depende de la voluntad de Diosː cuando lo desee, hace que el hombre muera, y cuando lo desea le devuelve la vida en una resurrección corporal.

### Los profetas

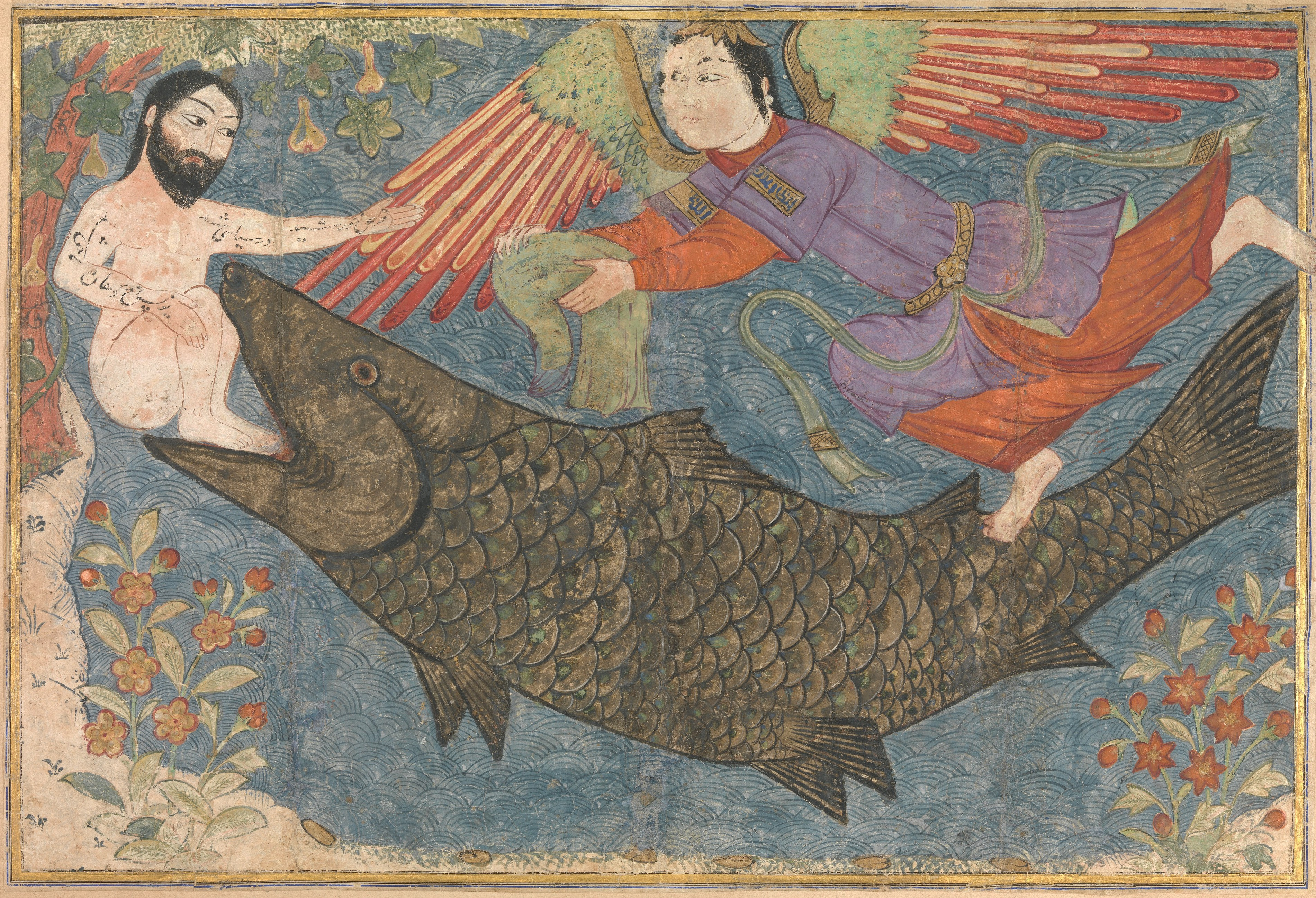
Jonás y el pez miniatura. Como se describe en el Libro de Jonás, fue arrojado desde el barco en el mar Mediterráneo, tragado por peces y arrojado a la orilla en Nínive, Leyenda de Jonás se repite en el Corán.

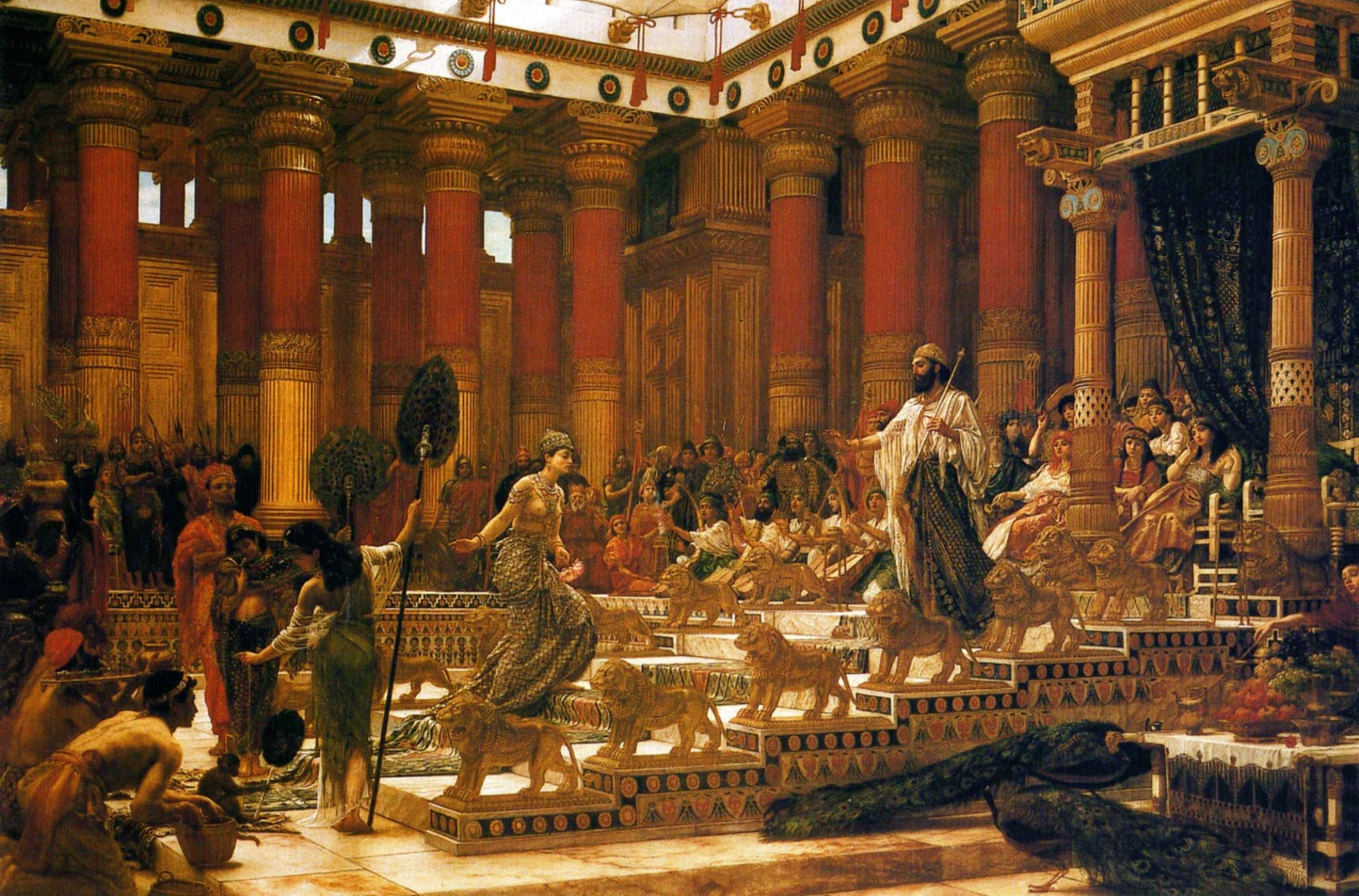
Reina Bilqis 'visita de Rey Salomón' '. Edward Poynter, 1890. Según la Torá, Salomón fue un rey, cuyas setecientas esposas y trescientas concubinas fueron extraviadas en su vejez y adoraron ídolos, entra en el Corán, como un rey, profeta, pueblo gobernante, genios y naturaleza.

De acuerdo con el Corán, Dios se comunicó con el hombre e hizo que su voluntad fuera conocida a través de señales y revelaciones. Los profetas, o "Mensajeros de Dios," recibieron revelaciones y se las enseñaron a la humanidad. El mensaje ha sido idéntico y para la humanidad entera. "Nada se te ha dicho que no se haya dicho a los mensajeros antes de ti, que tu señor tiene a su cargo el perdón así como el castigo más severo." La revelación no viene directamente de Dios a los profetas. Los ángeles actuando como los mensajeros de Dios les entregan a ellos la revelación divina. Esto aparece en el Corán 42ː51, en el que se enunciaː "Dios no habla a las personas excepto por inspiración o tras un velo o enviando un Mensajero (el ángel Gabriel) para transmitirle por Su voluntad lo que Él quiera de la revelación."
Según una leyenda de Urfa, Abraham rompe ídolos y discute con Nemrod. Nemrod tiene una gran catapulta construida y ordena que se encienda un fuego. Con esta catapulta arrojan a Abraham al fuego, pero con una orden en ese momento, el dios de Abraham convierte el fuego en agua y la quema de leña en pescado. La declaración sobre el tema en el Corán: "¡Oh fuego! '¡Sé fresco y seguro para Abraham!' dijimos."(21: 66-70)

### Conceptos ético-religiosos
La creencia es un aspecto fundamental de la moralidad en el Corán y los especialistas han intentado determinar los contenidos semánticos de "creencia" y "creyente" en el Corán. Los conceptos y exhortaciones ético-legales que tienen que ver con la buena conducta están relacionados con una profunda conciencia de Dios, y por tanto enfatizan la importancia de la fe, responsabilidad y la creencia en el encuentro último de cada persona con Dios. Se invita a la gente a cometer actos de caridad, especialmente hacia los más necesitados. A los creyentes que "gastan su fortuna de noche y día, en secreto y en público" se les promete que "tendrán su recompensa con su Señor, no caerá miedo sobre ellos, ni se lamentarán." También afirma la vida familiar legislando sobre temas de matrimonio, divorcio y herencia. Un número de prácticas, como la usura y las apuestas, son prohibidas. El Corán es una de las fuentes fundamentales de la ley Islámica (sharia). Algunas prácticas religiosas formales reciben atención significativa en el Corán, incluyendo las oraciones formales (salat) y el ayuno en el mes de Ramadán. En cuanto a la forma en que se debe conducir la oración, el Corán se refiere a la postración. El término usado para la caridad, zakat, significa literalmente purificación. La caridad, de acuerdo con el Corán, es una forma de auto-purificación.
La situación de las mujeres capturadas en las guerras es un tema crítico en términos de religión. Según las interpretaciones tradicionales del Corán, estas mujeres son propiedades como las demás. No se tiene en cuenta si estas mujeres están casadas con otras personas o no, y al igual que otras mujeres poseídas, los titulares de derechos (guerreros o compradores de ellos) pueden realizar prácticas sexuales sobre sus cuerpos sin su consentimiento.(Sura 23;5-6)
Qisas (o qesās) (en árabe: قصاص‎) es un término en árabe que significa "igual respuesta," y responde al principio de ojo por ojo, o ley del talión, inicialmente establecido por Hammurabi.
Qisas (por delitos de matar y herir): es una práctica entendida como represalia en el "orden social tribal" y realizada sobre la base de la "equivalencia social". Dependiendo de si la persona asesinada era (hombre, mujer, esclava, libre, élite o común), se mató a alguien de la tribu del asesino (que es socialmente equivalente a la persona asesinada). Por ejemplo, solo un esclavo puede ser asesinado por esclavo y una mujer por mujer. La condición de "igualdad social" en qisas significa que; "si una persona socialmente inferior mata a alguien de la clase alta, se aplicará qisas", mientras que "si alguien de la clase alta mata a alguien de la clase baja, no se puede aplicar".
En este caso, se puede pagar una indemnización (Diyya en el islam) a la familia de la persona asesinada. La condición de equivalencia social también se incluye en el Corán;
"¡Oh, creyentes! Se os ha establecido la ley del talión en caso de homicidio: el libre por el libre, el esclavo por el esclavo, sean hombres o mujeres. A quien le sea indultada la pena de muerte por decisión de los familiares directos de la víctima, que agradezca de manera adecuada y que pague la indemnización correspondiente en el plazo establecido. Esto es un alivio de vuestro Señor y una misericordia. Pero quien después de aceptar la indemnización transgrediere [tratando de vengarse del homicida] tendrá un castigo doloroso".

## Interpretación del Corán

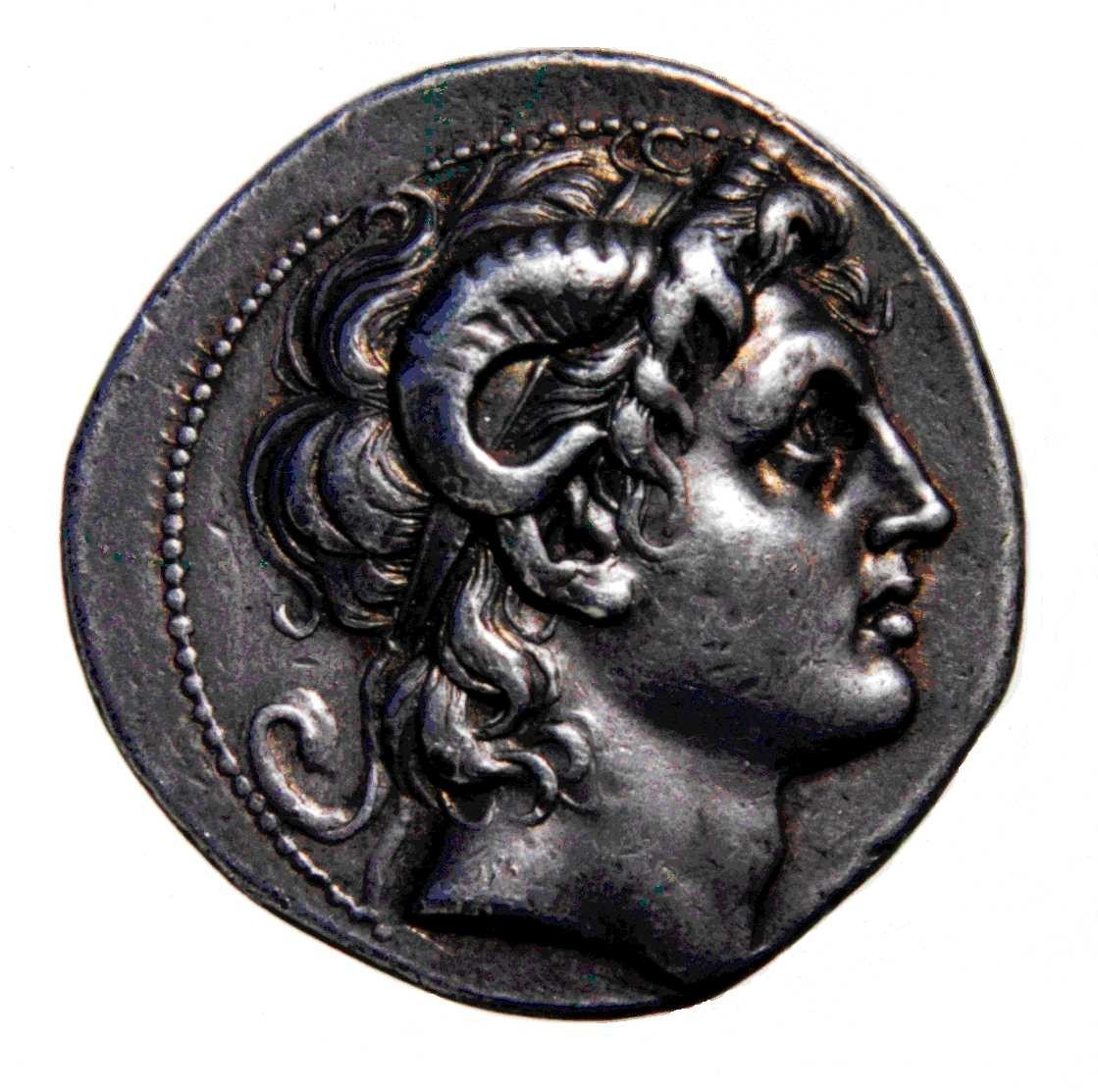
La moneda que representa a Alejandro Magno como el conquistador de Egipto con los cuernos de Amón. Alejandro es el hijo del dios Amón y es un dios en Egipto. Según la mayor parte del Corán, interpretación, la persona Zu-al-Karnayn significa Alejandro.

El Corán ha producido un gran corpus de comentarios y explicaciones. Los musulmanes tardíos no siempre comprendían la lengua del Corán, no entendieron ciertas alusiones que parecían claras a los primeros musulmanes y estaban extremadamente preocupados en reconciliar las contradicciones y los conflictos en el Corán. Los comentadores glosaron el árabe, explicaron las alusiones y, lo que quizá sea más importante, decidieron qué versos coránicos habían sido revelados primero en la carrera profética de Mahoma (lo cual era apropiado para la naciente comunidad musulmana) y cuáles habían sido revelados después, cancelando o abrogando el texto original, pero repetidamente, el Corán afirmaba que no existían contradicciones, y que los humanos aunque lo intenten, no llegarían a "ajustar" el "rompecabezas", un ejemplo es la afirmación de que todo ser vivo en el universo, incluido el humano, ha sido creado del agua, pero luego el Corán afirma que el humano ha sido creado de arcilla, a Adán y Eva los primeros humanos. Los recuerdos de las «ocasiones de revelación», es decir, las circunstancias en que Mahoma había hecho públicas las revelaciones, también fueron recopiladas, pues se pensaba que podrían explicar algunas oscuridades.
Por todas estas razones, fue extremadamente importante para los comentadores explicar cómo fue revelado el Corán, cuando y bajo qué circunstancias. Muchos comentarios o tafsir, concernían a la historia. Los primeros tafsir son unas de las mejores fuentes de la historia islámica. Algunos comentadores famosos son al-Tabari, al-Zamakhshari, al-Tirmidhi e Ibn Kathir. Generalmente estos comentarios clásicos incluían todas las interpretaciones comunes y aceptadas, mientras que los comentarios de los fundamentalistas modernos, como el escrito por Sayyed Qutb tienden a dar solo una de las interpretaciones posibles.
Los comentadores se sienten muy seguros de las exactas circunstancias que motivaron algunos versos, como la azora Iqra o las aleyas 190-194, de la azora al-Baqara. Pero en algunos casos (como la azora al-Asr), lo más que se puede decir es en qué ciudad estaba viviendo Mahoma en ese momento. En otros casos, como con la azora al-Kawthar, los detalles de las circunstancias están en disputa, pues diversas tradiciones entregan versiones diferentes.
Las más importantes «ayudas exteriores» que se han usado para interpretar los significados del Corán son las hadith, la colección de tradiciones en las que algunos eruditos musulmanes (los ulemas) basaron la historia y las leyes islámicas. Los especialistas han inspeccionado los miles de páginas de los hadices, intentando descubrir cuáles eran ciertas y cuáles eran fabricaciones. Un método muy utilizado era el estudio de la cadena de narradores, el isnad, a través de los cuales fue transmitida la tradición.
Obsérvese que aunque se dice que ciertos hadiz —los hadiz qudsí— registran las palabras no canónicas que según la tradición Dios le dirigió a Mahoma, o el sumario de estas, los musulmanes no consideran que esos textos sean parte del Corán.

## Similitudes entre el Corán, el Tanaj y la Biblia

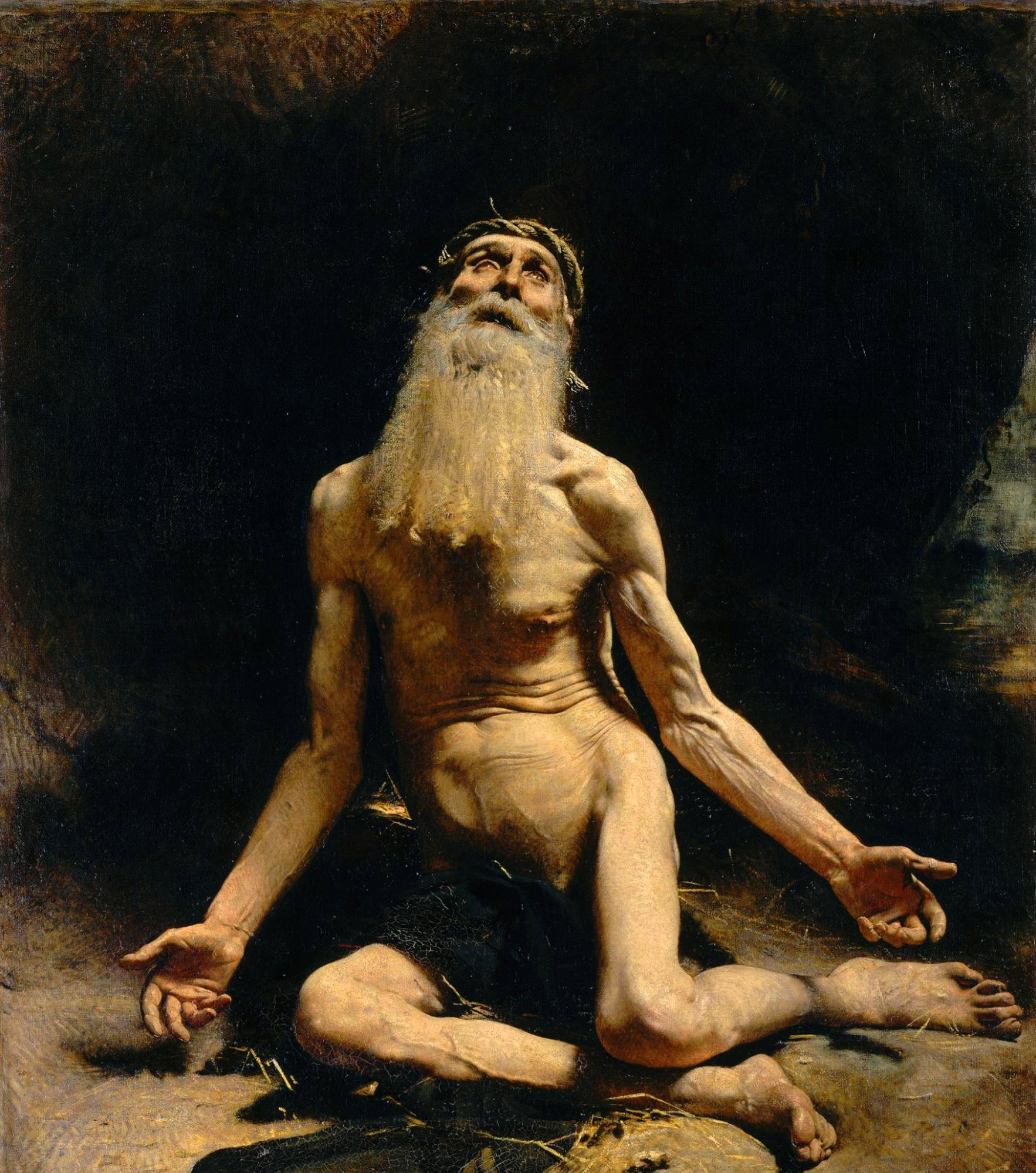
Eyob, Léon Bonnat (1880); La historia de Job fue una adaptación de la Torá de una leyenda de Sumer según a Muazzez İlmiye Çığ

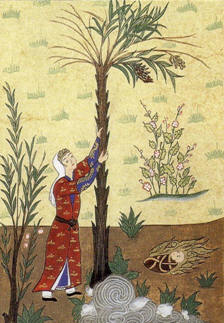
Uno de los versos sujeto a controversia es aquel en que, creyendo que el consumo de dátiles frescos facilita el parto, María sacude la palmera. El Evangelio del pseudo-Mateo recoge la misma historia.

Los musulmanes creen que la Torá (Al Tawra - التوراة) del profeta Moisés (Musa - ٰمُوسیٰ) , los salmos (Al Zabur - زَبُورُ) del Profeta David (Dawud - دَاوُوْد) y el Evangelio (Injil - إنجيل) del Profeta Jesús (Isa Ibn Mariam - عِيسَى ٱبْنُ مَرْيَمَ), son libros revelados por Dios, pero han sido corrompidos por judíos y cristianos. Por ello, el Corán retoma las historias de muchos de los personajes y eventos que aparecen en los libros sagrados de los judíos y los cristianos (El Tanaj, La Biblia) y la literatura devocional (Los libros apócrifos y el Midrásh), aunque difiere de estos en muchos detalles. Ciertos personajes bíblicos muy bien conocidos, como Adán, Noé, Abraham, Isaac, Jacob, Moisés, Juan el Bautista y Jesús son mencionados en el Corán como profetas del islam. Sin olvidar a María (Maryam en árabe), madre de Jesús, quien es nombrada numerosas veces y siempre de manera elogiosa.
Los episodios son los mismos con diferencias de detalle, unas menos trascendentes que otras, y los fragmentos se encuentran dispersos entre las aleyas de las suras. Narra detalles de los episodios sobre la creación del hombre al que se da el nombre de Adán en el Jardín, la desobediencia del ángel Iblis ante el mandato de Dios Alláh de postrarse ante Adán, y cómo Dios llama Demonio (Shaytan) a Iblis; la expulsión del Jardín; una mención, indirecta, a Caín y Abel; Noé (Nuh), el arca (la nave) y el diluvio con la destrucción del pueblo de Noé y la muerte de uno de sus hijos, así como la condenación de su mujer por traición; el arca se posa en el Chudi (los montes de Ararat según el Génesis de la Tanaj); la fecundidad de la mujer de Abraham, el nacimiento de Ismael e Isaac y la prueba de Dios a Abraham (Ibrahim) pidiéndole sacrificar a Ismael; la destrucción del pueblo de Lot (Sodoma) y la condenación de su mujer por traición; la estancia de los israelitas en Egipto, el nacimiento de Moisés, su competencia con los magos del Faraón, los nueve signos (las diez plagas según la Tanaj), el paso del mar, el encuentro de Moisés con Dios al ver un fuego (en ángel del Señor en una llama de fuego en medio de una zarza, según la Tanaj), las tablas de la ley, el ternero (el becerro de oro); David, que mata a Goliat, etc.

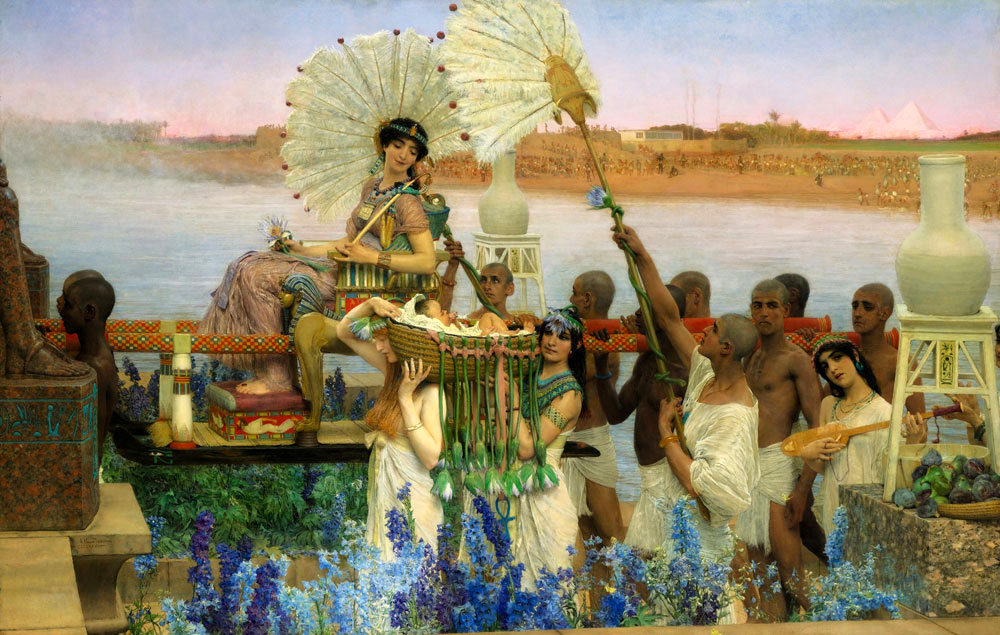
Historias paralelas; El rescate de Moisés, cuyo nombre se usa 136 veces en el Corán, Alma-Tadema.(Corán 28;7-9 / Éxodo 1; 15-22) Se contó una historia similar sobre el rey Acadio, Sargón el Grande.

A diferencia del Nuevo Testamento, el Corán narra el nacimiento de María (Maryam) como hija de «la mujer de Imran» y su tutela por el sacerdote Zacarías, esposo de Isabel; reitera las narraciones evangélicas del anuncio a Zacarías del nacimiento de su hijo Juan (el Bautista); la anunciación a María del nacimiento de su hijo Jesús (Isa) y su embarazo por el Espíritu de Dios. Más adelante toma elementos de los evangelios apócrifo al mencionar el retiro de María, los dolores del parto y el nacimiento de Isa/Jesús, quien habla en la cuna declarándose mortal, siervo, profeta y enviado por Dios a los hijos de Israel, e incluso anuncia la próxima llegada de Ahmad (Mahoma) a quien el Corán denomina el «Sello de los profetas». La principal discrepancia con los textos cristianos es la ascendencia de Maryam, pues en el Corán se menciona que es hija de Amram (Imran), hijo de Leví y también hermana de Aarón, quien vivió en tiempos del Éxodo, mientras que en el Nuevo Testamento se dice que es de la estirpe de David, aunque Lucas la relaciona con la familia sacerdotal de Isabel y Zacarías, sacerdote del grupo de Abías (Lc 1:5), descendiente de Aarón, siendo Aarón hijo de Amran (Imran). Es evidente que el autor del Corán confunde a la madre de Jesús con Miriam la hermana de Moisés, dificultad ya notada durante los primeros tiempos del islam y que los eruditos musulmanes explican diciendo que se trata de otro Aarón, diferente del hermano de Moisés.

## Sexualidad según el Corán

### Homosexualidad
Las opiniones islámicas sobre la homosexualidad son variadas. El Hadiz contienen condenas expresas de los actos sexuales entre personas del mismo sexo. El Corán menciona en dos suras la historia del "pueblo de Lot" (también conocidos como sodomitas), quienes fueron destruidos por participar en actos malvados, corrupciones, violaciones (a viajeros), y entre eso, practicaban la homosexualidad, era un Pueblo que "excedía los límites", según el Corán.

## Recitación del Corán
La palabra «Corán», generalmente, es traducida como 'recitación', en indicación de que no puede existir como un simple texto. Siempre ha sido transmitido oralmente al mismo tiempo que gráficamente.
Para al menos ser capaz de realizar una salat (oración), una obligación indispensable en el islam, un musulmán tiene que aprender al menos algunas azoras del Corán (generalmente, empezando con la primera azora, al-Fatiha, conocida como «Los siete versos repetidos», y luego avanzando hasta las más cortas que están al final del libro).
Una persona que pueda recitar todo el Corán se llama qāri' (قَارٍئ) o hāfiz (términos que se traducen como 'recitador' o 'memorizador', respectivamente). Mahoma es recordado como el primer hāfiz. El canto (tilāwa تلاوة) del Corán es considerado por algunos religiosos una de las bellas artes del mundo musulmán.

### Escuelas de recitación del Corán
Existen diversas escuelas de recitación coránica y todas constituyen pronunciaciones permitidas del rasm utmánico. Hoy existen diez recitaciones canónicas y cuatro no canónicas del Corán. Para que una recitación sea canónica tiene que cumplir con tres condiciones:
1. Debe coincidir con la recopilación, el rasm, de Utmán, letra por letra.
2. Debe respetar las leyes sintácticas del idioma árabe.
3. Debe tener un isnad continuo al profeta Mahoma a través de un tawatur, lo cual quiere decir que debe ser relatada por un gran grupo de personas a otro a lo largo de una cadena de isnad.

Ibn Mujahid documentó siete recitaciones de este tipo e Ibn Al-Jazri agregó tres. Se trata de:
1. Nafi' de Medina (169/785), transmitida por Warsh y Qalun
2. Ibn Kathir de La Meca (120/737), transmitida por Al-Bazzi y Qonbul
3. Ibn 'Amer de Damasco (118/736), transmitida por Hisham e Ibn Zakwan
4. Abu 'Amr de Basra (148/770), transmitida por Al-Duri y Al-Susi
5. 'Asim de Kufa (127/744), transmitida por Sho'bah y Hafs
6. Hamza de Kufa (156/772), transmitida por Khalaf y Khallad
7. Al-Kisa'i de Kufa (189/804), transmitida por Abul-Harith y Al-Duri
8. Abu-Ja'far de Medina, transmitida por Ibn Wardan e Ibn Jammaz
9. Ya'qub de Yemen, transmitida por Ruways y Rawh
10. Khalaf de Kufa, transmitida por Ishaaq e Idrís

Estas recitaciones difieren en la vocalización (tashkil تشكيل) de unas cuantas palabras, las cuales a su vez le dan a la palabra un significado diferente, según las reglas de la gramática árabe. Por ejemplo, la vocalización de un verbo puede cambiar su voz activa y pasiva. También puede cambiar su formación, lo que implica la intensidad, por ejemplo. La vocales se pueden cambiar en su cantidad (es decir, se pueden alargar o acortar) y las pausas glotales (hamzas) pueden agregarse o elidirse, según las reglas respectivas de la recitación en particular. Por ejemplo, el nombre del Arcángel Gabriel se puede pronunciar de manera diferente en distintas recitaciones: Ŷibrīl, Ŷabrīl, Ŷibra'īl, y Ŷibra'il. El nombre Qur'ān se pronuncia sin la pausa glotal (como en Qurān) en una recitación y el nombre del profeta Ibrāhīm se puede pronunciar Ibrāhām en otra.
Las narraciones más usadas son las de Hafs (حفص عن عاصم), Warsh (ورش عن نافع), Qalun (قالون عن نافع) y Al-Duri a través de Abu `Amr (الدوري عن أبي عمرو). Los musulmanes creen firmemente que todas las recitaciones canónicas fueron hechas por el Profeta mismo, citando la respectiva cadena de narración isnad canónica y las aceptan como válidas para la adoración como una referencia para las leyes de Sharía. Las recitaciones no canónicas son llamadas «explicativas» por su papel de darle diferentes perspectivas a un verso o aleya dada. Hoy varias personas poseen el título de «Memorizador de las diez recitaciones», lo cual se considera el máximo honor en las ciencias del Corán.

## Consideraciones de estilo

### Formato del Corán

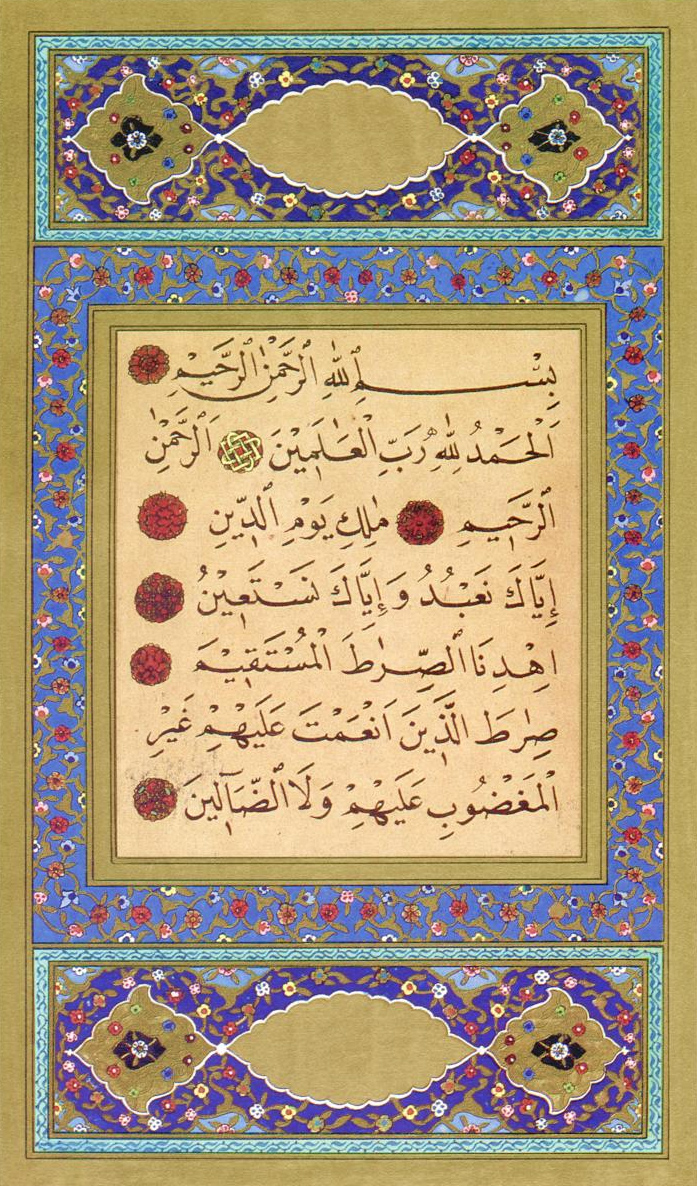
Imagen del Corán.

El Corán consiste en 114 azoras (capítulos) compuestas a su vez por un total de 6 236 aleyas (versos) dejando por fuera 112 de los 113 bizmillas o basmalas con que empiezan las azoras pues son idénticos («En el nombre de Dios, el Compasivo y Misericordioso») y, por lo general, se dejan sin enumerar. De manera alternativa, se pueden incluir los bizmillas en el recuento de los versos, lo cual arroja un número de 6348 aleyas. El número exacto de aleyas ha sido discutido, no por una disputa relativa al contenido del Corán sino debido a los métodos de conteo. Varios «musulmanes de El Corán original» han rechazado dos versos del Corán por considerarlos espurios y trabajan con la suma de 6346. Por lo general, los musulmanes no se refieren a las azoras por sus números sino por un nombre derivado del texto de cada azora. Las azoras no están dispuestas en orden cronológico (en el orden en el que los estudiosos islámicos suponen que fueron reveladas) sino que están ordenadas según el tamaño, aunque no de manera exacta; también se cree que este método es de inspiración divina. Luego de una breve introducción, aparece en el Corán la azora más larga y el texto concluye con las más cortas. Se dice que hay aproximadamente 77 639 letras en él.
Según algunos lingüistas no musulmanes, el orden decreciente de las azoras del Corán está inspirado probablemente en el tipo de ordenación de los divanes poéticos. El resultado final responde, más o menos, a un orden cronológico invertido: las más largas, del periodo medinés, al principio del libro; las más cortas (correspondientes al inicio de la Revelación), del periodo mecano, al final.

### Corán dividido para la lectura y la recitación
Además de la división en azoras —y muy independientes de esta—, existen varias formas de dividir el Corán en secciones de similar tamaño que facilitan la lectura, la recitación y la memoria. Las siete manzil (estaciones) y las treinta juz' (partes) se pueden usar para trabajar con todo el Corán durante una semana o un mes (un mandil o un juz' por día). Un juz' se puede dividir en dos ahzab (grupos), y cada ahzab se puede subdividir en cuatro cuartos. Una estructura diferente ofrece el ruku'at, en la cual aparecen unidades semánticas que se asemejan a párrafos y que se componen aproximadamente de diez aleyas.
Un hafiz es un hombre que ha memorizado todo el texto del Corán. Se cree que hay millones de ellos, desde niños hasta ancianos; muchos niños y adultos incluidos muchos que no pueden leer árabe, memorizan el Corán parcialmente o en su totalidad. Para realizar la salat (oración) no se necesita memorizar el texto completo , basta con dos azoras .

### Inicio de las azoras
Todos los capítulos, con excepción de uno, empiezan con las palabras Bismillah ir-Rahman ir-Rahim, «En el nombre de Dios, el más Misericordioso, el Compasivo». Veintinueve azoras empiezan con letras tomadas de un subconjunto restringido del alfabeto árabe; así, por ejemplo, la azora Maryam empieza «Kaf. Ha. Ya. 'Ain. Sad. (Esta es) una mención de la Misericordia de tu Señor a Su siervo Zacarías».
Aunque ha habido alguna especulación sobre el significado de estas letras, el consenso de los eruditos musulmanes es que su sentido último está más allá de la capacidad de entendimiento humano. Sin embargo, se ha observado que, en cuatro de los 29 casos, estas letras aparecen seguidas casi inmediatamente por la mención misma de la revelación coránica. Los esfuerzos de los académicos occidentales han sido provisionales; una propuesta, por ejemplo, fue que se trataba de las iniciales o los monogramas de los escribas que originalmente escribieron las azoras.

### Orden temporal de los versos coránicos
La creencia en el origen divino, directo e incorrupto del Corán es considerado fundamental por la mayoría de los musulmanes. Esto trae como consecuencia directa la creencia de que el texto no tiene errores ni inconsistencias.

Este es el libro, de guía segura y el que no da lugar a ninguna duda, para aquellos que temen a Alá.
Azora al-Baqarah, versículo 2

A pesar de esto, a veces ocurre que unos versos prohíben una práctica determinada mientras que otros la permiten. Esto es interpretado por los musulmanes a la luz de la cronología relativa de los versos: debido a que el Corán fue revelado durante el curso de 23 años, muchos de los versos fueron clarificados o relacionados (mansūkh) con otros versos. Los comentadores musulmanes explican esto afirmando que Mahoma fue dirigido de manera tal que pudiera liderar a un pequeño grupo de creyentes por el camino recto, en vez de revelarles de una sola vez el rigor total de la ley. Por ejemplo, la prohibición del alcohol fue llevada a cabo de forma gradual, no de inmediato. El verso más antiguo les dice a los creyentes “No se aproximen a las oraciones con una mente nublada, a menos que puedan entender todo lo que dicen” (4:43), se trata entonces de una prohibición de la ebriedad, pero no del consumo de alcohol: «Si piden consejo sobre el vino y el juego, diles: ‘Hay algún provecho en ellos para los hombres, pero el pecado es más grande que el provecho’» (2:219).
Finalmente, en algunos casos la mayoría de los académicos musulmanes aceptan la doctrina de la “abrogación” (naskh), según el cual los versos revelados más tarde a veces están por encima de los versos entregados anteriormente. Qué versos abrogan a otros es una cuestión generadora de controversia.

### Lenguaje del Corán
El idioma utilizado en el Corán es el árabe clásico.

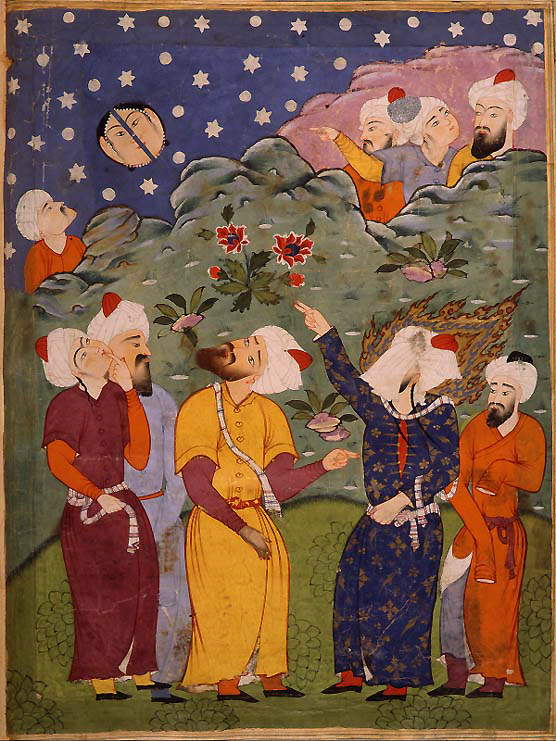
Mohammed apuntando a la Luna. siglo 16. falname

El Corán fue uno de los primeros textos redactados en árabe. Se halla escrito en una forma temprana del árabe clásico, que se conoce en español como árabe “coránico”. No hay muchos otros ejemplos de la lengua árabe de aquella época (algunos especialistas consideran que las Mu'allaqat u Odas suspendidas son ejemplos de árabe preislámico; otros consideran que fueron escritas antes de Mahoma; de cualquier manera, solo sobreviven cinco inscripciones en árabe preislámico).Poco tiempo después de la muerte de Mahoma, en 632, el islam se expandió más allá de Arabia y conquistó mucho de lo que era entonces el mundo «civilizado». Había millones de musulmanes en el extranjero con quienes los gobernadores árabes tenían que comunicarse. Por consiguiente, la lengua cambió rápidamente en respuesta a la nueva situación, perdiendo los casos y el vocabulario oscuro. Unas cuantas generaciones después de la muerte del profeta, muchas palabras usadas en el Corán ya se habían vuelto arcaísmos. Debido a que el lenguaje beduino había cambiado a un ritmo mucho más lento, los primeros lexicógrafos árabes recurrieron al beduino para explicar palabras o dilucidar cuestiones gramaticales. En buena medida debido a las necesidades religiosas de explicar el Corán al pueblo, la gramática y la lexicografía árabes se convirtieron en ciencias importantes, y el modelo para el lenguaje literario sigue siendo hasta el día de hoy el árabe usado en los tiempo coránicos, y no las variantes habladas en la actualidad.
Los musulmanes aseguran que el Corán destaca por su poesía y por su belleza y que su perfección literaria es una evidencia de su origen divino. Debido al hecho de que esta perfección solo es perceptible para los que hablan árabe, se considera que el texto original en árabe es el «verdadero Corán». En general, las traducciones a otras lenguas, aunque realizadas siempre por eminentes arabistas, son tenidas como simples glosas, en tanto interpretaciones, de las palabras directas de Dios. La lectura en otro idioma, sin la cadencia de la recitación en árabe, puede resultar confusa, tediosa y reiterativa:

Limitándonos aquí a un juicio meramente literario, no podemos negar la impresión de caos y al mismo tiempo de monotonía y fatiga que su lectura continuada suscita.
Francesco Gabrieli

Las tradiciones imperantes en la traducción y la publicación del Corán sostienen que cuando el libro es publicado simplemente debería titularse El Corán y, asimismo, debería incluir siempre un adjetivo calificativo (que evite cualquier confusión con otras «recitaciones»), este es el motivo por el cual la mayoría de las ediciones disponibles del Corán se llaman «El glorioso Corán», «El noble Corán» y otros títulos similares.
Existen numerosas traducciones del Corán a lenguas occidentales, llevadas a cabo por conocidos estudiosos islámicos. Cada traducción es un poco diferente de las otras y muestra la habilidad del traductor para verter el texto de una forma que sea al mismo tiempo fácil de entender y que mantenga el sentido original.
Prácticamente, todos los eruditos islámicos son capaces de leer y comprender el Corán en su forma original y, de hecho, la mayoría se lo sabe de memoria íntegramente.

### Género literario del Corán
El Corán mezcla la narrativa, la exhortación y la prescripción legal. Por lo general, las azoras combinan estos tres tipos de secuencias textuales y no siempre de maneras que resultan obvias para el lector, sino algunas veces de formas inexplicables. Los musulmanes señalan que el estilo único del Corán es un indicio más de su origen divino.
Existen muchos elementos que se repiten en el Corán: epítetos («Señor de los cielos y la tierra»), oraciones («Y cuando dijimos a los ángeles: 'Postraos ante Adán', todos se postraron»), e incluso historias, como la historia de Adán. Los especialistas musulmanes explican estas repeticiones como una forma de enfatizar y explicar diferentes aspectos de temas importantes. Asimismo, los académicos señalan que las traducciones a las lenguas occidentales demandan grandes cambios en la redacción y en el orden para poder mantener la explicación y el significado específicos.
El Corán oscila entre la rima y la prosa. Tradicionalmente, los gramáticos árabes consideran que el Corán es un género único en sí mismo. No es ni poesía (definida como palabras con métrica y rima) ni tampoco prosa (definida esta como una conversación normal, pero sin métrica ni rima, saj').
El Corán en ocasiones utiliza rima asonante entre los versos sucesivos; por ejemplo, en el inicio de la azora Al-Faǧr:

Wa-l-faǧr(i),

Wa layâlin ʿašr(in),

Wa-š-šafʿi wa-l-watr(i)

Wal-layli 'iḏâ yasr(î),

Hal fî ḏâlika qasamun li-ḏî ḥiǧr(in).

o, para dar un ejemplo menos asonante, la azora “al-Fîl”:

'A-lam tara kayfa faʿala rabbuka bi-'aṣḥâbi l-fîl(i),

'A-lam yaǧʿal kaydahum fî taḍlîl(in)

Wa-'arsala ʿalayhim ṭayran 'abâbîl(a)

Tarmîhim bi- ḥiǧâratin min siǧǧîl(in)

Fa-ǧaʿalahum ka-ʿaṣfin ma'kûl(in).

Obsérvese que las vocales finales de verso se dejan sin pronunciar cuando estos se pronuncian de manera aislada, se trata del fenómeno regular de las pausas en el árabe clásico. En estos casos, «î» y «û» riman a menudo y hay una cierta búsqueda de variación en las consonantes en posición final de sílaba).
Algunas azoras también incluyen un refrán que se repite varias veces, por ejemplo «ar-Rahman» («¿Entonces cuál de los favores de vuestro Señor negaréis?”) y «al-Mursalat» («¡Reproches ese día a los que repudien!»).

### Azoras medinesas y mecanas
Los estudiosos islámicos del Corán dividen los versículos del libro en dos partes: los revelados en La Meca y los revelados en Medina después de la Hégira. En general, las azoras más viejas, de La Meca, tienden a contar con versículos más cortos, mientras que las de Medina, que lidian con cuestiones legales, son más largas. Contrástense las azoras de La Meca transcritas antes y unos versículos como los de Al-Baqara, 229:

Los divorcios se pueden llevar a cabo dos veces, después de lo cual debe reanudarse el matrimonio en forma honorable, o bien disolverse de buenas maneras. No es correcto que los hombres les quiten a sus esposas los regalos que les hayan dado, excepto cuando ambas partes teman no ser capaces de mantenerse dentro de los límites impuestos por Dios. Si los jueces realmente temen que ellos no sean capaces de mantenerse dentro de los límites impuestos por Dios, no hay culpa en ninguno de ellos si ella da algo a cambio de su libertad. Estos son los límites ordenados por Dios, de modo tal que nos los violentéis, puesto que si alguien violenta los límites de Dios, esa persona se hará daño a sí mismo y a los demás.

Del mismo modo, las azoras de Medina tienden a ser más largas; entre estas se encuentra la más larga del Corán: Al-Baqara.

## El Corán y la cultura islámica

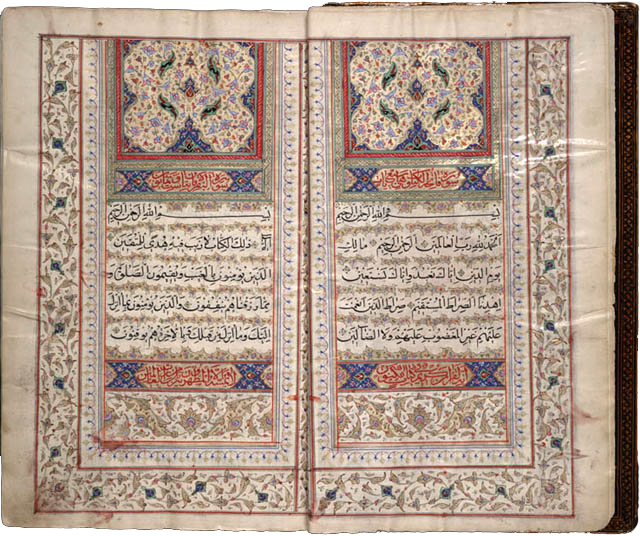
Imagen del corán.

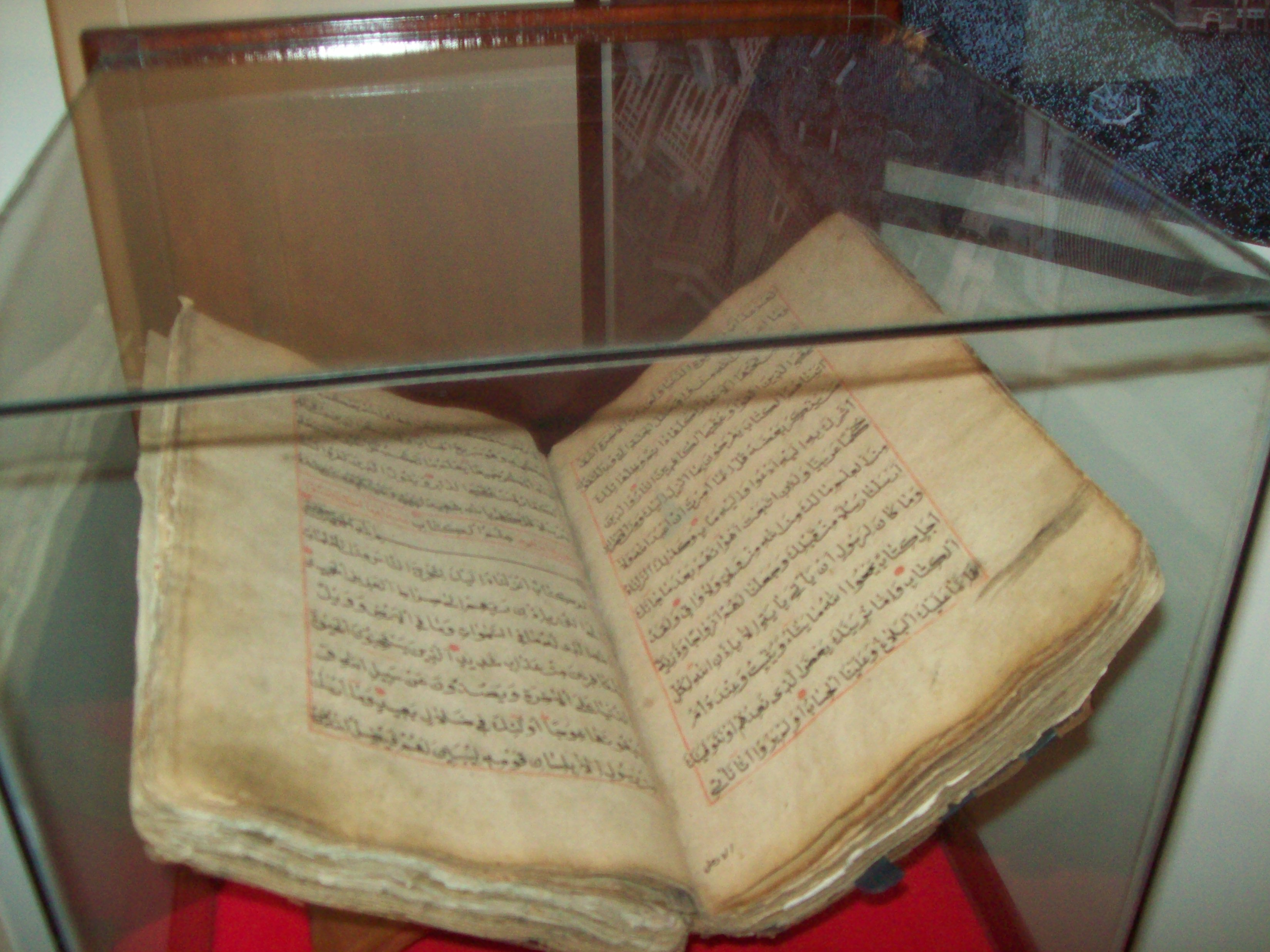
Corán en la Feria del Libro de Buenos Aires, 2013.

Antes de poder tocar una copia del Corán o mushaf, un musulmán debe realizar un wudu (la ablución o ritual de limpieza con agua). Esto se basa en una interpretación literal de la sura «Pues Este es en verdad el Honorable Corán, el Libro bien conservado, que nadie podrá tocar salvo quienes son limpios».
La execración del Corán significa insultar el Corán sacándolo de su contexto o desmembrándolo. Los musulmanes siempre tratan el libro con reverencia y, por consiguiente, está prohibido reciclar, reimprimir o simplemente descartar las copias viejas del texto (en este último caso, los volúmenes deben ser quemados respetuosamente, o bien, enterrados).
El respeto hacia el texto escrito del Corán es un elemento importante de la fe religiosa de muchos musulmanes. Ellos creen que insultar el Corán intencionalmente es una forma de blasfemia. De acuerdo con las leyes de algunos países musulmanes, la blasfemia se puede penar con una prisión de muchos años o incluso con la pena de muerte.

### Escribir e imprimir el Corán
La mayoría de los musulmanes de hoy usan versiones impresas del Corán. Existen ediciones coránicas para todos los gustos, libros de bolsillo, muchos de ellos en ediciones bilingües, con el texto árabe por un lado y una glosa en lengua vernácula del otro. El primer Corán impreso se publicó en 1801 en Kazán.
Antes de que la impresión fuera común, el Corán se transmitía a través de copistas y calígrafos. Debido al hecho de que la tradición musulmana sentía que retratar directamente a los personajes sagrados podría conducir a la idolatría, se prohibió decorar el Corán con imágenes (como sí se hace con frecuencia en los textos cristianos, por ejemplo). En vez de esto, los musulmanes desarrollaron un amor y un cariño especiales por el texto en sí. Una de las consecuencias de esto es que la Caligrafía árabe es un arte que posee un honor muy alto en el mundo musulmán. Los musulmanes también decoraron sus ejemplares del Corán con figuras abstractas conocidas como arabescos, con tintas de colores y doradas. Algunas páginas de algunos de estos Coranes antiguos se han usado a lo largo de este artículo con fines ilustrativos.

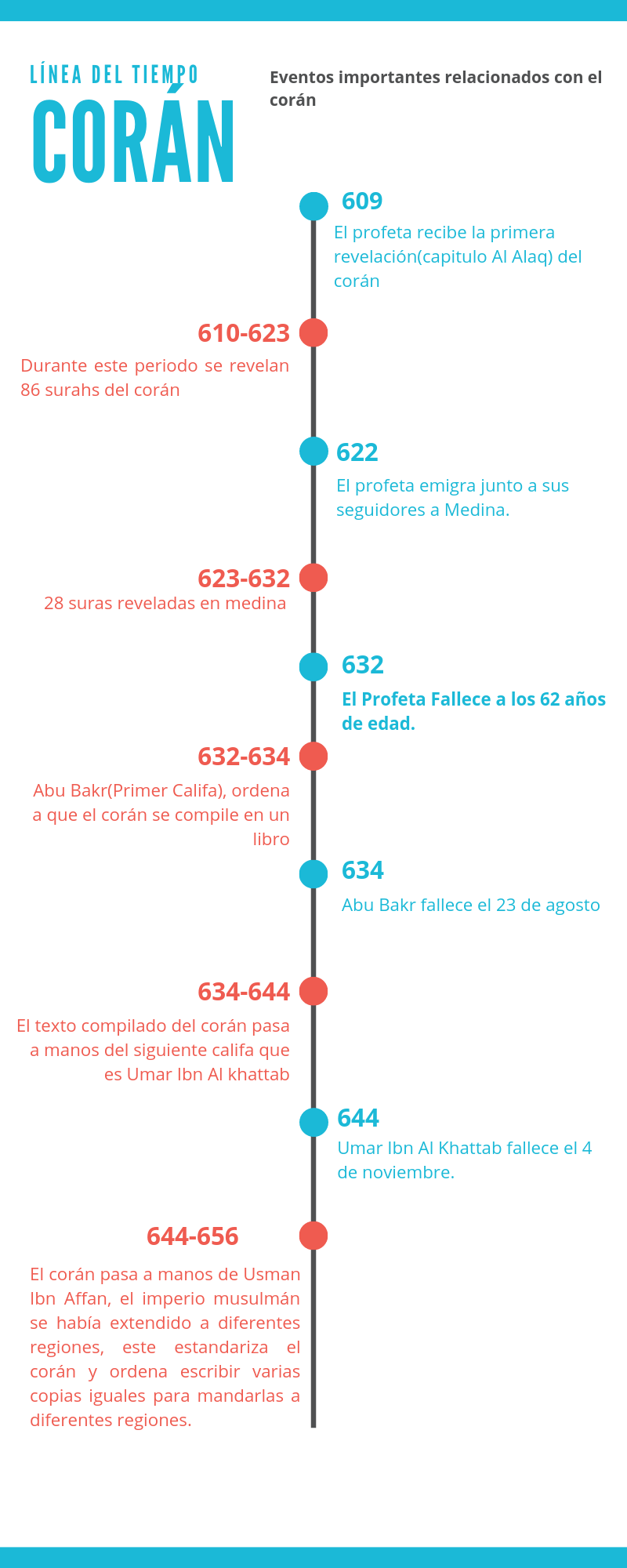
Compilación del Corán por [https://descubreislam.com Descubre Islam

### Traducciones del Corán
El Corán ha sido traducido a muchos idiomas, pero las traducciones no son consideradas por los musulmanes como copias auténticas del Corán, sino simplemente como «glosas interpretativas» del libro; por lo tanto no se les da mucho peso en los debates relativos al significado del Corán. Además de esto, como simples interpretaciones del texto, se les trata como libros corrientes, en vez de darles todos los cuidados especiales que sí se les dan generalmente a los libros en lengua árabe. A pesar de esto, como es un Mensaje dirigido a toda la humanidad, se debe traducir el significado general de sus frases, estudiadas siglo tras siglo por multitud de sabios.
Robert de Ketton fue el primero en traducir el Corán y lo hizo al latín, en 1143 y, posiblemente, la más reciente con su correspondiente Tafsir o exégesis sea la de Ali Ünal.

### Texto del Corán
- «El Noble Corán». Comunidad Ahmadía del Islam. Archivado desde el original el 29 de octubre de 2012. Consultado el 30 de septiembre de 2012. Corán con búsqueda en español y árabe
- Al-Quran Traducción al español Corán. Muhammad Isa Garcia.

### Audio y video del Corán
- Corán en assabile.com
- El Sagrado Corán
- Cuatro vídeos de recitación, comentario u oración (en inglés)
- ShaPlus Software - Recitación del Corán en archivos de MP3, para usarlos en el software de recitación (ejecutable de Windows) (en inglés)

- Datos: Q428
- Multimedia: Qur'an / Q428
- Citas célebres: Corán
- Textos: Corán